# Wuying, Gansu
Wuying är en köping i nordvästra Kina. Den ligger i Qin'an härad i staden Tianshui i provinsen Gansu, omkring 220 kilometer sydost om provinshuvudstaden Lanzhou. Antalet invånare är 34 509. Befolkningen består av 17 524 kvinnor och 16 985 män. Barn under 15 år utgör 22,0 %, vuxna 15-64 år 69 %, och äldre över 65 år 8,0 %.